# Бриків (Кременецький район)

Бри́ків — село в Україні, у Шумській міській громаді Кременецького району Тернопільської області. Розташоване на річці Кума, на сході району. 
Населення — 955 осіб (2016).
На території села розміщена природно-заповідна зона «Бобрів Гай».

## Історія
Виявлено археологічні пам'ятки двох стоянок пізнього палеоліту, поселення трипільської культури, бронзові наконечники стріл скіфського періоду, скарб римських монет ІІ ст., 2 городища та курганний могильник часів Київської Русі.
За переказами, село мало назву Валево, і розташовувалось в 4-5 км на схід від теперішнього місця. Підставою для такого твердження є назва урочищ, які збереглися досі: «Довгий город», «Малий город», «Брід», «Стависько». Також, на це вказують розповіді старожилів про знахідки предметів домашнього вжитку та побуту в урочищах «Малий» та «Довгий город».
Перша писемна згадка — 1566 року під назвою Бриківці, коли князь Збаразький, кременецький староста, не хотів допустити до володіння селом князя Юрія Воронецького. Це був документ незаконного захоплення села в Кременецькому повіті. У більш пізніх документах село іменується Бриків, а не Бриківці.
У 1570 році село було у власності Андрієвої-Дибовської. Пізніше в 1583 році Бриків перейшов у власність Каспора Колодзінського. Оскільки село знаходилось на захід від сучасного розташування, ближче до Шумська, існувала велика незручність. Селяни-кріпаки змушені були проходити та проїжджати через садибу поміщика Менжинського. Тому, за його наказом, село перенесли на теперішнє місце. Після польського повстання 1863—1864 років село було забране у державну власність, а потім подароване у власність графу Блудову разом з 1463 десятинами землі. Такий щедрий подарунок був зроблений графу в подяку за виховання та догляд царських дітей.
Бриківська церква була побудована зусиллями парафіян у 1800 році. Споруда церкви — дерев'яна, на кам'яному фундаменті, така ж і дзвіниця На прохання графині Блудової у 1879 році Хрисанф Сакович приймає священство і стає священиком Св. Георгіївської церкви у Брикові. Після шести років священства отця Христофора Святий Синод нагородив золотим наперсним хрестом. Багаторічна слава про подвижника-священика сприяла виникненню думки у єпархіального начальства запропонувати прийняти монашество у Почаївській лаврі, на що він дав згоду. 1886 року Хрисанф Сакович залишає Бриків. У Почаївській лаврі він був пострижений у монахи під іменем Христофор.
У 1889 році по плану архітектора Павла Базилевського церкву розширили добудовою з північної і південної сторін.
Перша згадка про навчальний заклад у с. Бриків, який називався «Бриківське народне училище», припадає на 1873 рік. Про це відомо з книги «Крестная песнь», яку написав Хрисанф Сакович. Із архівів Кременецького краєзнавчого музею відомо, що відкриття в с. Бриків церковнопарафіяльної школи відбулося 17 жовтня 1899 року. 1897 року село нараховувало 114 дворів. Населення становило 870 жителів, у тому числі 405 чоловіків і 465 жінок.
Пізніше землі і село у Блудових викупили пани Савицькі, які на той час жили в Петербурзі. Маєток став літньою дачею.
Згідно з переписом населення в 1911 році панам Савицьким належало 1413 десятин землі. У сім'ї поміщиків було шестеро дітей, після одруження дочки Олени з поляком Дембицьким, який працював прокурором у м. Луцьку, батьки в посаг віддали бриківський маєток.
У 1917 році жителі села разом з жителями Шумська забрали сільгосп-інвентар у поміщиків, а в 1919 році разом з жителями Рохманова захопили млин. 1919 року у Брикові було проголошено Радянську владу.
Під час Громадянської війни село належало Дембицьким і було під владою Польщі. У цей період у селі ходили польські гроші, викладалась у церковно-приходській школі польська мова і Закон Божий, а жителі Брикова служили в польській армії. Загальна чисельність населення на 1920 рік — 1008 осіб, у тому числі 430 чоловіків і 578 жінок.
За селом проходив кордон Польщі з Радянським Союзом, тут стояла польська застава (постерунок).
На 1936 рік село входило до ґміни Шумськ Кременецького повіту.
У вересні 1939 року відбулося об'єднання Західних та Східних земель України. Тоді ж було повторно встановлено Радянську владу та створено селянський комітет. Його очолив учасник Громадянської війни Столяр Дмитро Оксентович. Землі поміщиків та церковні землі були конфісковані. Також було забрано інвентар та худобу у заможних селян (так званих куркулів). Почалися перші спроби організації колгоспу. Щодо пані Дембицької нависла загроза арешту й вивезення в Сибір, тому вона зібрала деякі речі, таємно вночі за допомоги одного з жителів села Брикова покинула маєток.
Врешті в 1940 році з великими труднощами був створений колгосп. Першим головою колгоспу став Йосип Бойко, а пізніше на посаді його змінив Столяр Дмитро, який був головою до моменту захоплення села німецькими військами.  
Сторожили розповідали, що спочатку через село кілька днів йшли червоноармійці, які відступали. В перших числах липня 1941 року без жодного пострілу у село увійшли німецькі війська. Відразу був поставлений староста та розклеєні накази нової влади, почалася вивозка молоді до Німеччини на примусові роботи.
Разом з німцями в село повернулася Олена Дембицька, яка поселилася в своєму маєтку. Покинула село пані Дембицька майже перед відступом німецьких військ з села. У пані часто гостювали німецькі офіцери, серед яких був її брат, який ніби-то служив перекладачем гауляйтера Еріха Коха в Рівному.
У лютому 1944 році село Бриків було звільнене від німецько-фашистських окупантів. З 162 молодиків, що пішли на фронт, 53 не повернулися з війни, частина стали інвалідами. 95 жителів нагороджені орденами та медалями. В пам'ять про загиблих у Другій Світовій війні в 1967 році було встановлено пам'ятник в центрі села.
За період 1946—1958 роки в селі було збудовано клуб, дитячий садок, будинок сільради та медпункту, електростанцію.
Наприкінці 1950-х років село під'єднали до загальної електричної енергосистеми. 1960 року було встановлено пам'ятник Тарасу Григоровичу Шевченку біля сільського клубу.
1 вересня 1984 року відбулося урочисте відкриття Бриківської восьмирічної школи. У перший навчальний рік у школі було 116 учнів і 13 учителів. Через 5 років, у зв'язку з тим, що бракувало навчальних приміщень, школа була добудована.
У 1961 році під час меліорації земель колгоспу «Вільне життя» неподалік села було знайдено дві гармати шведського виробництва (періоду Карла ХІІ). Одна з цих гармат була передана в краєзнавчий музей м. Кременець, а друга довгий час знаходилась на території колгоспу.
Неподалік від місця, де знаходився панський будинок, росте велике могутнє дерево, яке в селі називають «Безсоромниця» — голе дерево (на його стовбурі та гіллі не має кори). Насправді це дерево — Платан лондонський. Три деревця були привезені панам Блудовим в подарунок з Лондона, але нині[коли?] росте лише одне дерево.
12 червня 2020 року, відповідно до розпорядження Кабінету Міністрів України № 724-р «Про визначення адміністративних центрів та затвердження територій територіальних громад Тернопільської області» увійшло до складу Шумської міської громади.
19 липня 2020 року, в результаті адміністративно-територіальної реформи та ліквідації Шумського району, село увійшло до складу Кременецького району.

## Населення
Згідно з переписом УРСР 1989 року чисельність наявного населення села становила 998 осіб, з яких 458 чоловіків та 540 жінок.
За переписом населення України 2001 року в селі мешкали 993 особи.

### Мова
Розподіл населення за рідною мовою за даними перепису 2001 року:
| Мова       | Кількість | Відсоток |
| ---------- | --------- | -------- |
| українська | 991       | 99.6%    |
| російська  | 4         | 0.3%     |
| німецька   | 1         | 0.1%     |
| Усього     | 996       | 100%     |

## Релігія
Є церква святого Георгія Побідоносця (1800; дерев'яна), капличка (реконструйована 2003). 21 січня 2019 року парафія Святого Великомученика Георгія Побідоносця УПЦ МП перейшла до єдиної Помісної Церкви.

## Пам'ятки
- Ботанічна пам'ятка природи місцевого значення Платан лондонський.

## Пам'ятники

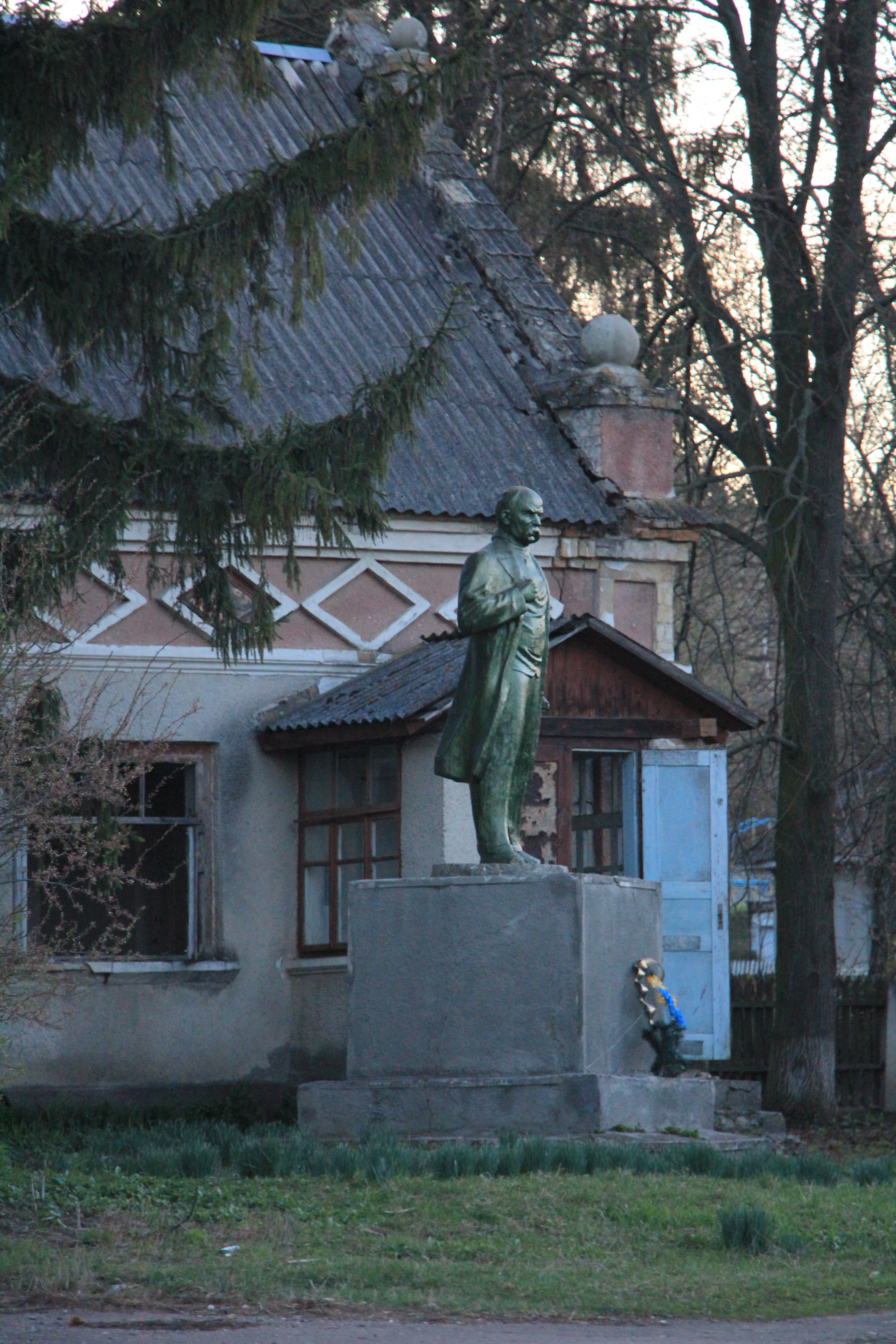
Пам'ятник Тарасові Шевченку

Споруджено пам'ятники: Т. Шевченку (1960),
- полеглим у німецько-радянській війні воїнам-односельцям (1967),
- першому голові колгоспу І. Бойку (1987).

## Соціальна сфера
Діють загальноосвітня школа І-ІІ ступенів, клуб, бібліотека, ФАП, відділення зв'язку, кафе-бар, торговельний заклад.

## Відомі люди
- У Брикові народився[8] (за іншими даними, народився у селі Святець, тут працював) релігійний діяч Христофор[9] Сакович.
- Золотун Володимир — український військовик, вояк УПА, Лицар Бронзового хреста бойової заслуги.
- Вчителював український письменник, громадський діяч Лазорко Йосафат Васильович.

## Галерея

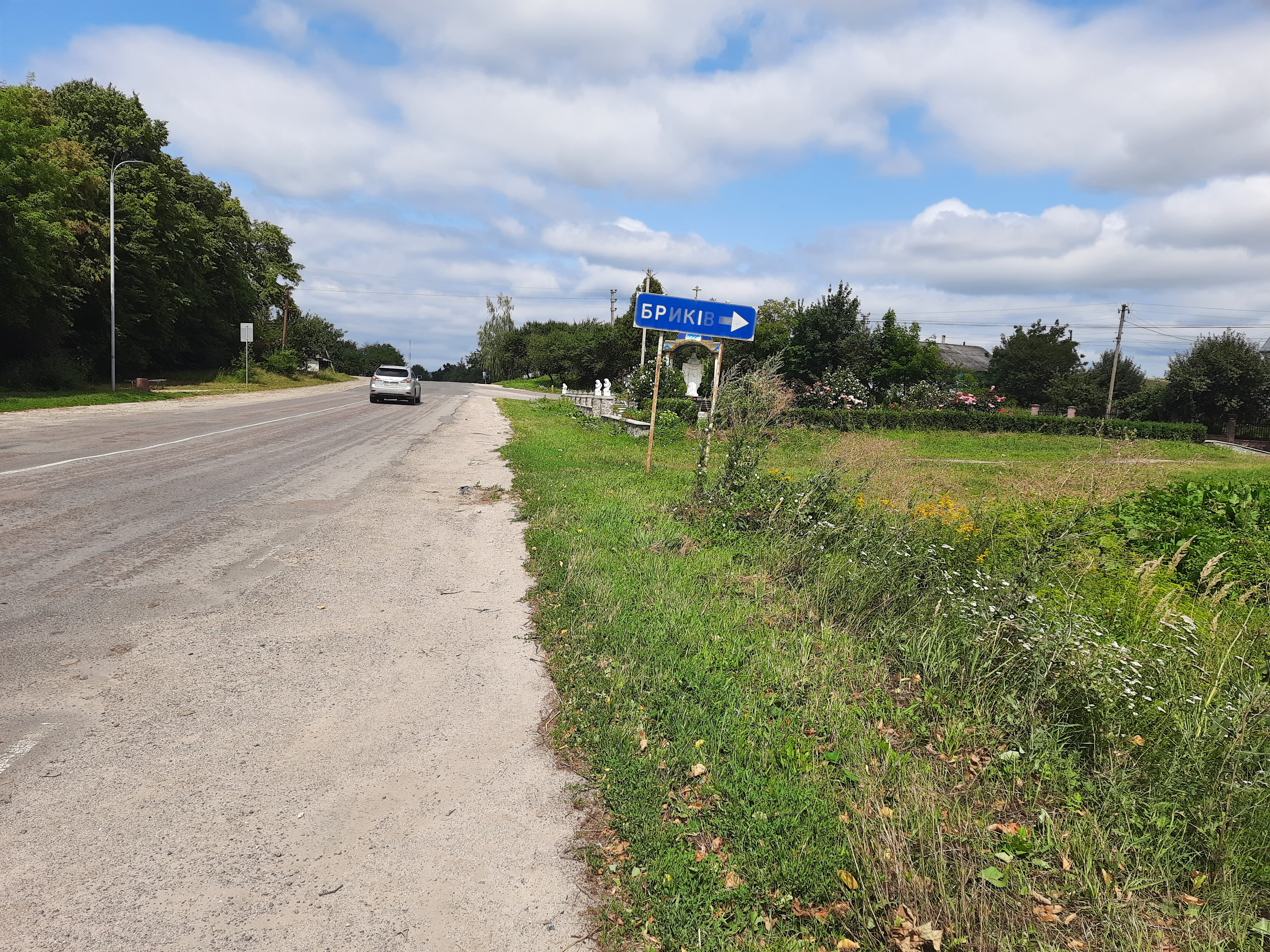
Дорожній знак при повороті на село
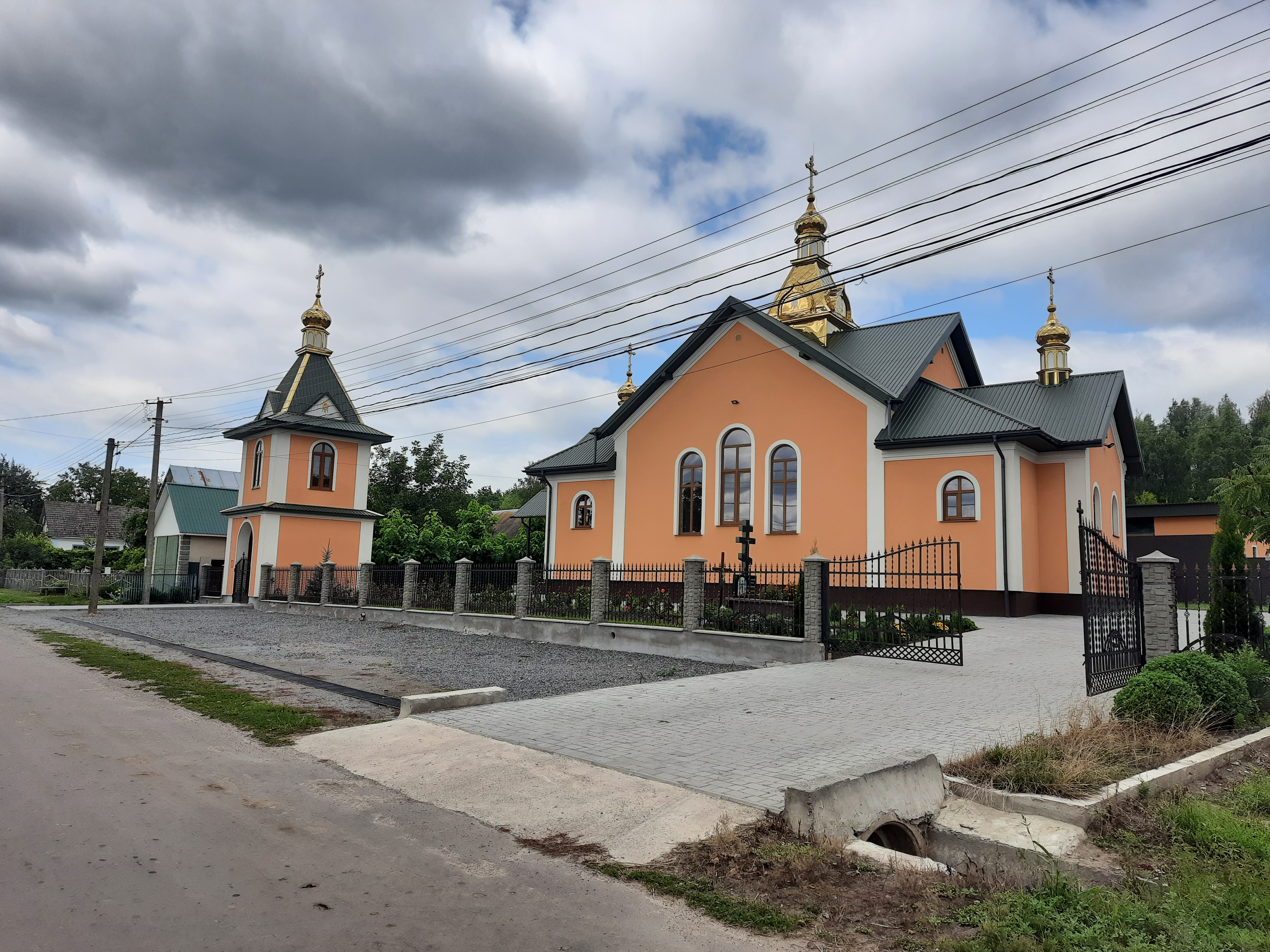
Церква Святого Георгія Побідоносця 2020р.
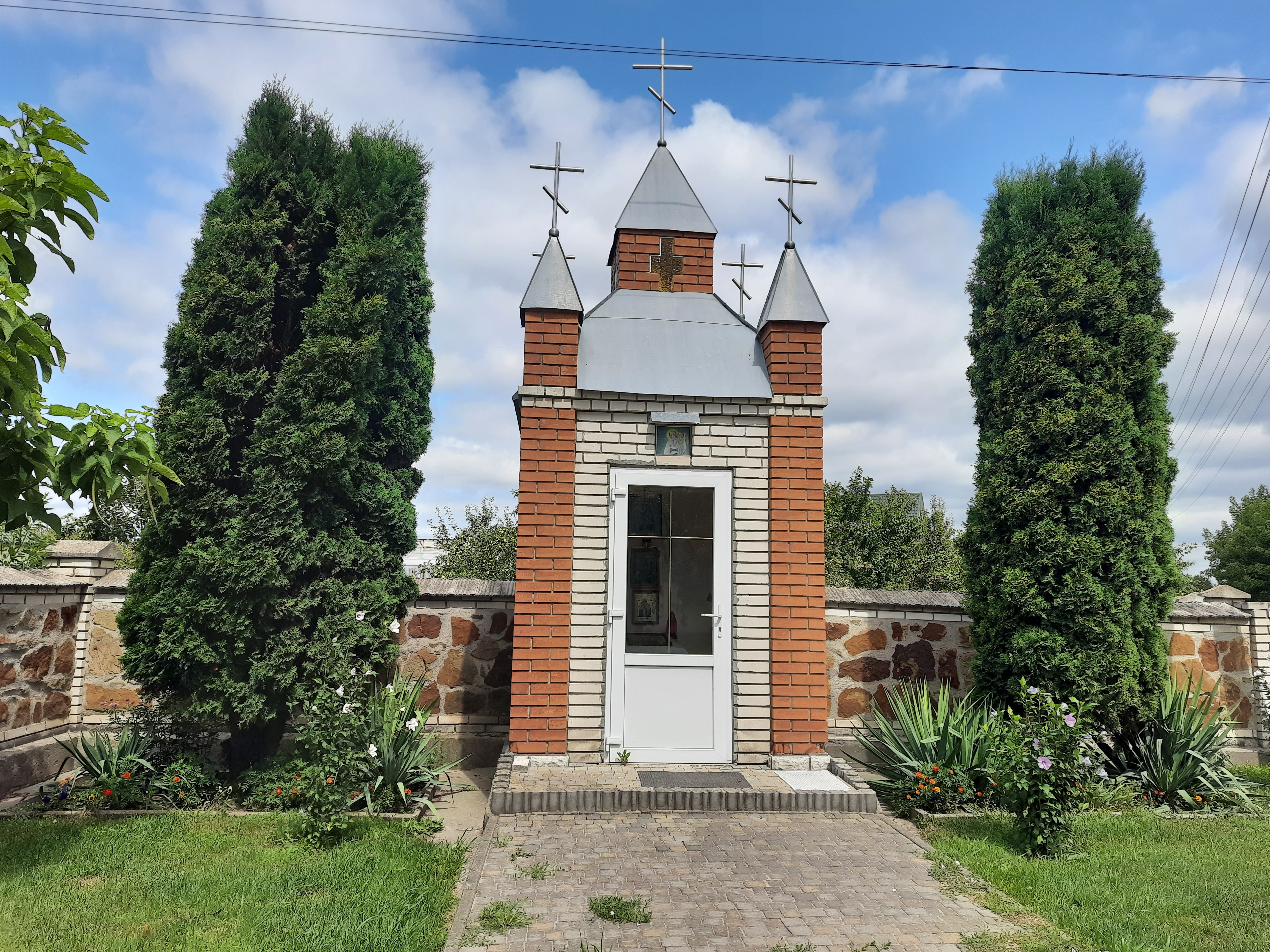
Капличка
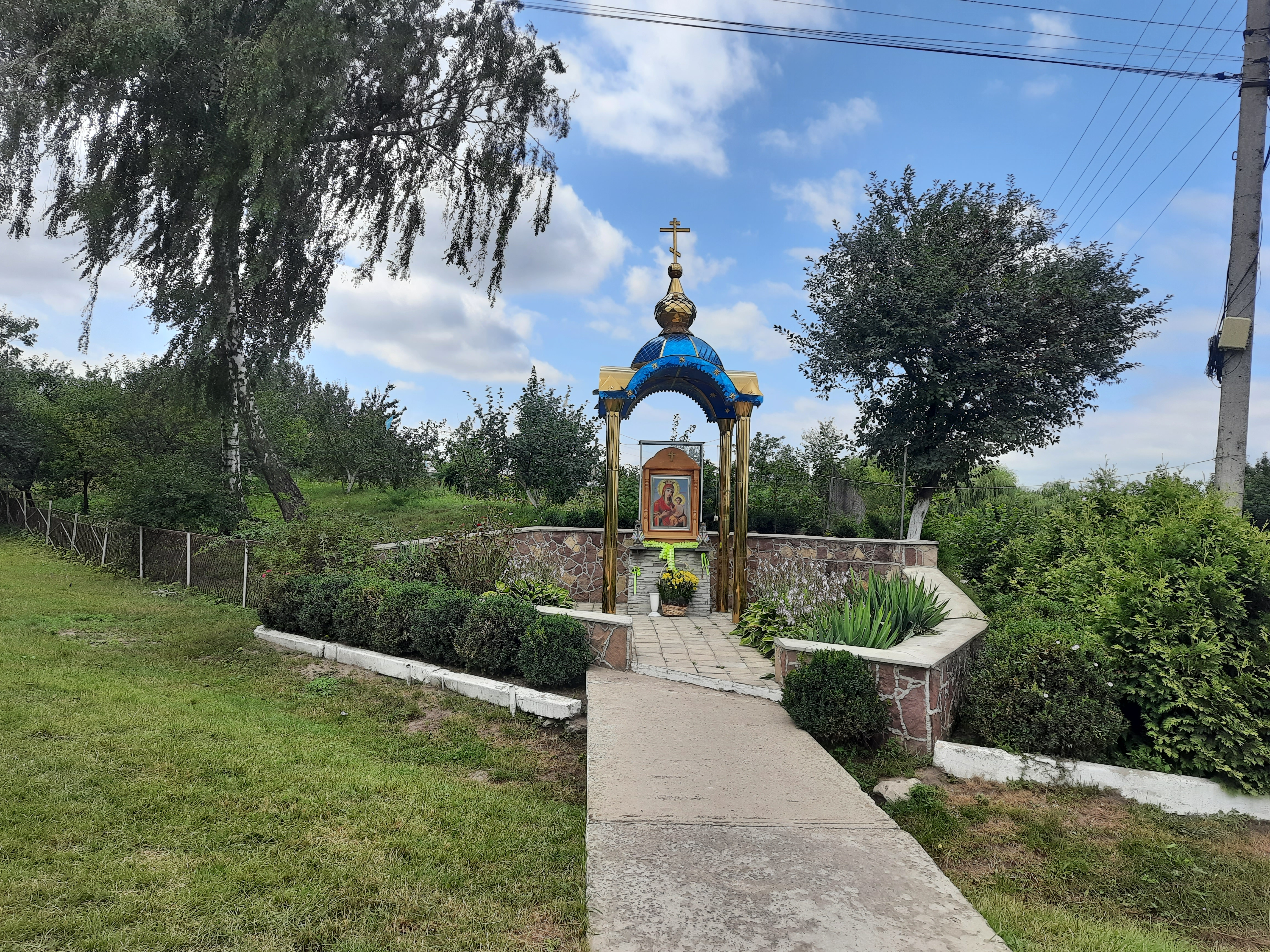
Капличка
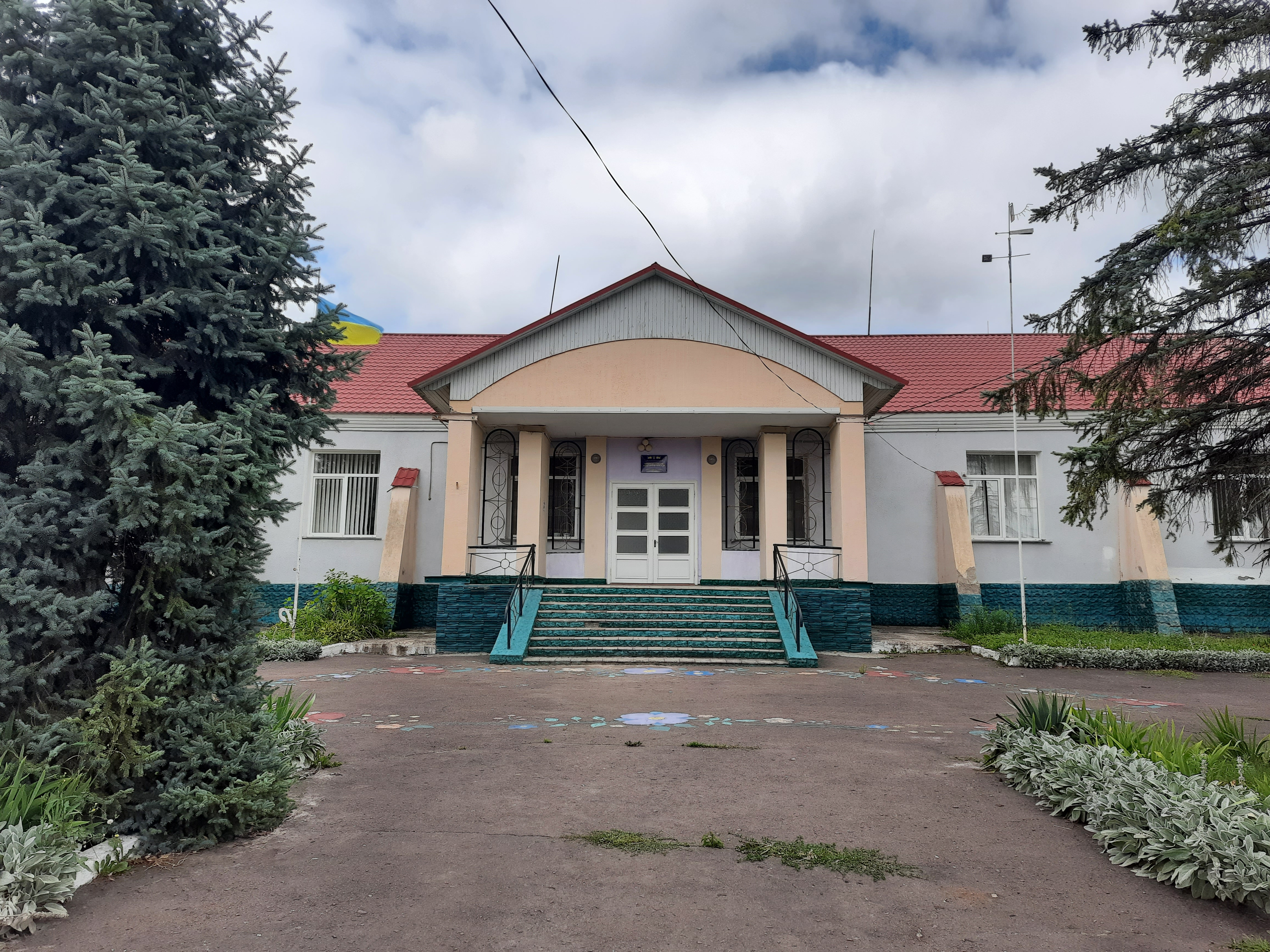
Школа
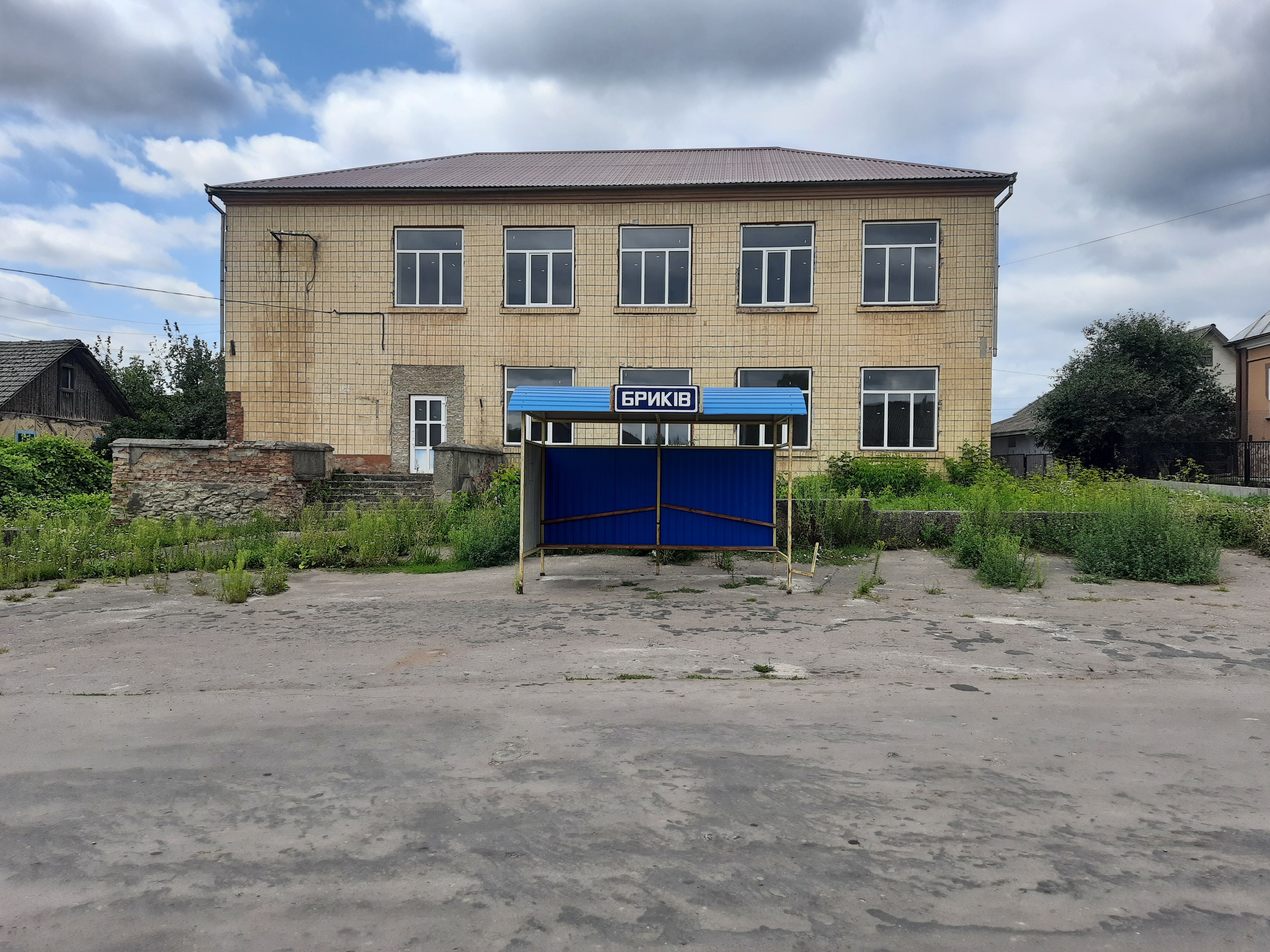
Автобусна зупинка
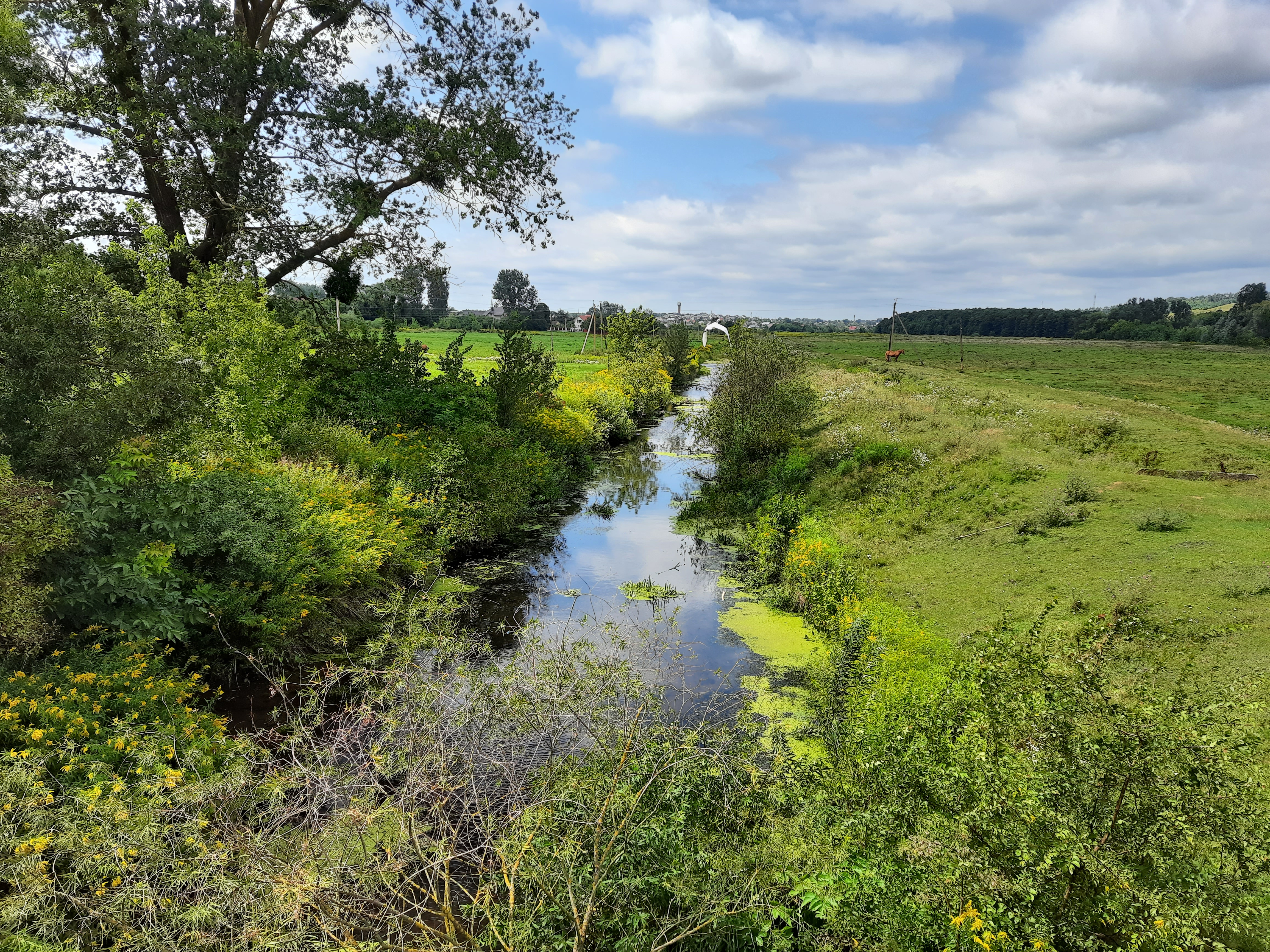
Річка Кума біля села